# Nirukta

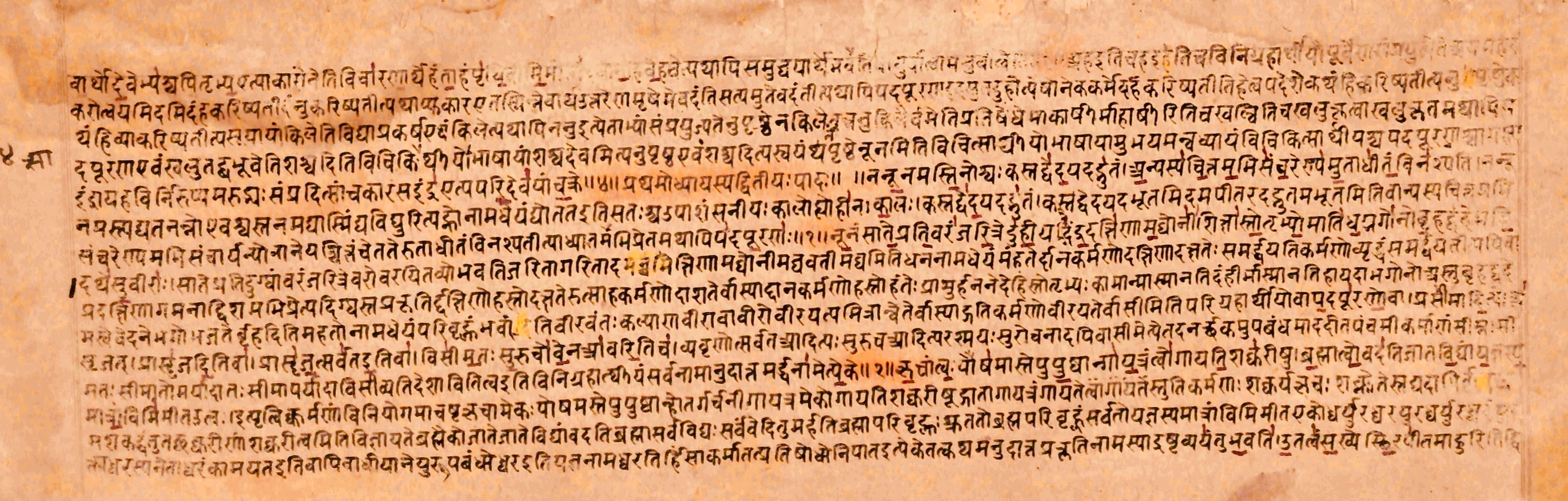
Nirukta.

Nirukta (devanāgarī: निरुक्त) signifie en sanskrit « explication, interprétation, étymologie, herméneutique ». Nirukta ou Nirvacanaśāstra désigne aussi l'une des six disciplines annexes du Veda (Vedāṅga). La seule œuvre de base que l'on en ait conservé est le Nirukta de Yāska et concerne l'étymologie de mots védiques.

## Présentation
Rédigé en sanskrit ancien ou védique, le Nirukta (terme sanskrit signifiant explication ou interprétation étymologique) se présente comme un commentaire sur les nighaṇṭu, lesquels sont des glossaires de mots rares ou obscurs contenus dans les Veda. Au dire de Yāska, ces glossaires auraient eux-mêmes été composés par les descendants des compositeurs des hymnes védiques afin d'en faciliter la transmission[réf. nécessaire].
Ces ‘étymologies‘ ne sont toutefois pas des étymologies historiques, le sanskrit n’étant pas considéré comme sujet à évolution. Ce malentendu provient de l’utilisation de la dérivation qui rappelle celles de l’étymologie  historique. Les auteurs modernes préfèrent parler d’analyse sémantique (Kahrs) ou d’étymologie sémantique (Bronkhorst, soulignant que le grec etymos signifie ‘vrai’). Le nirukta propose souvent des interprétations quand une dérivation grammaticale n’est pas possible, mais parfois aussi en parallèle à celle-ci. Ces étymologies « peuvent être considérées comme abusives. Quoi qu'il en soit, elles n'en demeurent pas moins des réalités psychologiques de la mentalité indienne. ». Yāska ne s’oppose pas à la grammaire, mais considère le nirukta  comme un complément de celle-ci. Souvent plusieurs étymologies sont données. Yāska s’efforce de rationaliser et de séculariser les étymologies des Brahmana. Ces dernières ont un effet ‘magique’ pour celui qui les connaît, elles révèlent des couches secrètes du langage et font presque toujours référence à un mythe. Ces aspects religieux ne se retrouvent plus chez Yāska et Bronkhorst en conclut que ses points de vue religieux n’appartiennent plus à la période védique. La dimension mystique de ces étymologies restera cependant culminante avec le tantrisme. 
Yāska donne aussi au deuxième chapitre quelques règles à ses étudiants pour la création d’étymologies : ils doivent se laisser guider par le sens du mot, se baser sur la similarité de syllabes, sinon au moins d’un son.

## Structure du Nirukta
Le Nirukta est divisé en trois parties :
- naighantuka : recueil de synonymes;
- naigama : recueil de 278 mots du Veda ou de dialogues nigama[4];
- daivata : recueil de mots ayant trait aux divinités et aux sacrifices.